# Plotice Meidingerova
Plotice Meidingerova (Rutilus meidingeri) či plotice perleťová tažná je kaprovitá ryba z rodu Plotice.

## Popis
Má štíhlé a protáhlé tělo. Šupiny jsou mnohem menší než u ostatních plotic. Dorůstá až 70 cm a vypadá podobně jako amur či tloušť. Dříve byla považována za poddruh plotice perleťové. Živí se rostlinami, bezobratlými a malými rybami. Tře se v dubnu až květnu v mělčí vodě, ale obyčejně žije v hloubce u dna. Samci mají během březosti malé výstupky na těle, proto se jí přezdívá perlorodka.

## Výskyt
Vyskytuje se v Rakousku, Německu a na Slovensku. V 90. letech minulého století z Německa vymizela, v posledních pár letech se tam opět vysazuje. Vyskytuje jen v několika málo jezerech či rybnících, občas se uloví i na Dunaji.